# Dumbrava (Ciurea), Iași
Dumbrava este un sat în comuna Ciurea din județul Iași, Moldova, România.

## Istoric
Dumbrava este cel mai nou sat, înființat în 1891, când statul concesionează 140 de loturi de pământ, de câte 5 hectare celor care vor să se stabilească („însurățeilor”).